# Joanne Herring
Joanne King Herring nata Johnson (Houston, 3 luglio 1929) è un'imprenditrice, attivista, diplomatica e reginetta di bellezza statunitense nota per l'amicizia con il presidente del Pakistan Muhammad Zia-ul-Haq e per aver finanziato l'operazione Cyclone contro i sovietici in Afghanistan.
Nel film La guerra di Charlie Wilson di Mike Nichols del 2007 è impersonata da Julia Roberts.

## Biografia
Nata da Maelan McGill e William Dunlap Johnson, è cresciuta nel ricco quartiere della città di River Oaks e le sue conoscenze d'infanzia comprendevano James Baker, che in seguito sarebbe stato Segretario di Stato e Capo di Gabinetto dei presidenti Ronald Reagan e George H. W. Bush. Si è iscritta all'Università del Texas ad Austin, ma dopo il secondo anno l'ha interrotta per sposare lo sviluppatore immobiliare Robert King.
La Herring è sempre stata conosciuta nell'alta società di Houston e divenne famosa per la festa di compleanno sontuosa e decadente che suo marito le aveva fatto nel 1959. L'affare "Orgia romana" - tra cui costumi d'epoca e un'asta di finte schiave - venne coperto dalla rivista Life e vari mezzi di informazione locali. Alla fine degli anni '50, iniziò un periodo di permanenza di 15 anni nell'omonimo talk show The Joanne King Show sulla stazione televisiva KHOU di Houston. Nel 1974, il suo spettacolo venne trasferito al KPRC.
Dopo il suo divorzio da Robert King, da cui ebbe due figli, Beau e Robin, incontrò il petroliere Robert Herring e lo sposò dopo solo cinque appuntamenti. Durante quel periodo Joanne prestò servizio come console onorario in Pakistan. Dopo la morte di Robert Herring, sposò Lloyd Davis, proprietario della Fisk Electric. I due figli di Herring, Beau e Robin, vivono entrambi a Houston. I nipoti di Herring, i gemelli Beaufort Scott King, Beckett Bradford King e Robert Hudson King risiedono tutti a Houston, in Texas.

### L'attivismo in Medio Oriente contro l'Unione Sovietica
Dall'inizio degli anni '70 ebbe contatti con il brigadiere-generale pakistano Muhammad Zia-ul-Haq quando si trovava in Giordania per delle esercitazioni militari, poi nel 1973 venne nominato dal Primo ministro e ex Presidente Zulfiqar Ali Bhutto Capo di Stato maggiore dell'Esercito pakistano, ma nel 1977 Zia-ul-Haq divenne Presidente con un colpo di stato e fece arrestare Bhutto che venne in seguito condannato a morte e impiccato nel 1979. Nello stesso periodo cominciò l'invasione sovietica dell'Afghanistan il 24 dicembre 1979. Quindi decise di muoversi in funzione anticomunista raccogliendo fondi nella Chiesa Battista per finanziare i mujaheddin tramite il membro texano della Camera dei Rappresentanti, Charlie Wilson per finanziare l'Operazione Cyclone.
Nel 1980, il presidente Zia organizzò una cena in onore di Joanne e di suo marito Robert Herring a Islamabad. In riferimento al programma di intelligence militare diretto contro il primo ministro Zulfiqar Ali Bhutto, Herring avrebbe difeso l'azione di Zia. Ha anche scritto che [Zulfikar] Bhutto "è stato processato dai suoi stessi giudici e condannato per omicidio. Il Corano funge da costituzione non ufficiale del Pakistan. È occhio per occhio e dente per dente. Se uccidi, devi morire. La sola cosa che Zia fece fu di non commutare la sentenza di Bhutto: in un paese la cui costituzione richiedeva la pena capitale per l'omicidio, Zia non poteva violare la Legge."
Nel libro La guerra di Charlie Wilson, George Crile III sosteneva che "si diceva che Herring fosse un consulente americano più fidato nell'amministrazione del Presidente Zia". Fu la Herring a far conoscere Charlie Wilson a Zia che in seguito ottenne importanti finanziamenti per le politiche anticomuniste in Pakistan durante la Guerra fredda. Husain Haqqani, ex ambasciatore del Pakistan ed ex consigliere di tre primi ministri pakistani, descrisse Herring come "nota più per il glamour che per la saggezza politica" e Zia "la omaggiò della sua ospitalità per sfruttare le sue conoscenze". Haqqani la descrisse come "una che sapeva poco del Paese", criticandola per aver erroneamente descritto il Pakistan come una "nazione araba" nelle sue memorie.

### Herring dopo la caduta dell'Unione Sovietica e la fine della Guerra Fredda
A partire dagli attentati dell'11 settembre 2001, la Herring ha dichiarato che "non ha fatto al-Qaeda" e che "non può predire il futuro". La Herring rimane molto attiva negli ambienti sociali di Houston e contribuisce regolarmente e partecipa ad eventi benefici per aiutare le truppe americane e il popolo afghano. Il suo secondo libro, Diplomacy and Diamonds: My Wars from the Ballroom to the Battlefield, è stato pubblicato nel 2011. 
Nel 2009 la Herring ha fondato Marshall Plan Charities (in riferimento al Piano Marshall del secondo dopoguerra), che cerca di "completare lo sforzo militare americano in corso in Afghanistan ricostruendo rapidamente ed efficacemente la vita civile normale, villaggio per villaggio". L'organizzazione unisce gli sforzi di varie ONG interessate Il popolo afghano nella speranza di fornire ai villaggi acqua pulita, cibo, assistenza sanitaria, scuole e posti di lavoro. Con queste cinque cose, i villaggi non dovranno più contare sui talebani per fornirli.